# 大房身镇 (岫岩县)
大房身镇，是中华人民共和国辽宁省鞍山市岫岩满族自治县下辖的一个乡镇级行政单位。

## 行政区划
大房身镇下辖以下地区：
大房身村、太阳村、古洞村、大甸村、和平村和龙门村。